# Джон Гершель
Джон Фредерік Вільям Гершель (англ. John Frederick William Herschel; 7 березня 1792, Слоу, Бакінгемшир (тепер — Беркшир), Англія — 11 травня 1871, Коллінгвуд (поблизу Гокгерста), Кент, Англія) — британський математик, астроном, хімік, фотограф, ботанік, син Вільяма Гершеля.

## Життєпис
Джон Фредерік Вільям Гершель народився 7 березня 1792 року в Слау (графство Бакінгемшир). Спочатку навчався в місцевій школі, але незабаром батьки забрали його звідти і до 17 років він займався вдома, під керівництвом наставника Роджерса, вивчаючи класичні та нові мови, математику, музику та інші науки.
Після вступу на навчання до Кембриджського університету, Гершель продемонстрував видатні здібності з математики і склав «Збірник задач з вищої математики».
Першими його науковими працями були: «Some Remarkable Applications of Cotes 'Theorem» (1812) і «Considerations of various Points of Analysis» (1814), коли він був уже членом Лондонського королівського товариства. Після закінчення університетського курсу Джон Гершель оселився в Лондоні, де завдяки знайомству з Волластоном зайнявся фізикою і хімією. На цей час припадають його дослідження з інтерференції звуку і поляризації світла.
В 1836 році, Джон Гершель вперше відкрив в сузір'ї Павич лінзоподібну галактику, яка вже в наш час отримала назву NGC 6684. На новому зображенні, отриманого вже в 2023 році з космічного телескопу Габбл можливо побачити, який вигляд має ця лінзоподібна галактика, що знаходиться на відстані приблизно 44 млн світлових років від Землі.
Джон Гершель склав «Загальний каталог туманностей», у якому вмістив дані про відкриті ним галактики. На основі цієї праці вже після смерті Гершеля було видано «Новий загальний каталог». Також ввів у астрономію для позначення дат юліанські дні.
Джон Гершель вніс великий внесок в науку про фотографію, а саме у 1842 році винайшов ціанотипію, досліджував дальтонізм і хімічну енергію ультрафіолетових променів.
Член Лондонського королівського товариства, неодноразово обирався президентом Лондонського королівського астрономічного товариства. Іноземний почесний член Петербурзької АН (1826); член Геттінгенської академії наук.
У 1826 році Джона Гершеля було нагороджено золотою медаллю королівського астрономічного товариства.